# Varga István (labdarúgóedző)
Varga István (Budapest, 1948. május 1. –) magyar labdarúgóedző.

## Pályafutása

### Edzőként

#### Újpest FC
1973-ban végzett a TF-en. 1975-ben szakedzői diplomát szerzett. A KSI-nél kezdte meg edzői tevékenységét. Varga 1978 és 1988 között az Újpest utánpótlásedzőjeként dolgozott. 1988 szeptemberében nevezték ki a klub vezetőedzőjének Göröcs János helyére; a csapat irányítását a bajnokság hatodik fordulójában vette át, az Újpest az idény végén a bajnokság kilencedik helyén végzett. A következő szezonban az Újpest magyar bajnok lett; a tabella első két helyén az Újpest és az MTK csapata 58-58 ponttal végzett, a bajnoki címet a gólkülönbség döntötte el az Újpest javára. Vargát a szezon végén Kovács Ferenc váltotta, Varga pedig a Siófok vezetőedzője lett.

#### BFC Siófok
Varga a Siófokot két szezonon át irányította; az 1990–1991-es szezonban hetedik, az 1991–1992-es szezonban negyedik helyen végzett a csapattal.

#### Csepel SC
Varga 1992 és 1997 tavasza között az élvonalbeli Csepel vezetőedzője volt; 1997 márciusában menesztették, a szezon végén a csapat kiesett a másodosztályba.

#### Szombathelyi Haladás
Az 1997–1998-as szezon második felében vette át a szombathelyi csapat irányítását; a szezon végén tizenharmadikok lettek az akkor tizennyolc csapatos bajnokságban.

#### Dunakeszi
A következő csapata a Gyömrő volt, ahol fél évig dolgozott. 2000 januárjától a másodosztályú Dunakeszi csapatát irányította.

#### Vasas utánpótlás
2000 nyarától 2001 végéig a Vasas ifi, majd a junior csapatát edzette.

#### Magyarország U 17-20
2002 októberében  Magyar U17-es és U18-as, később az U19 és 20-as válogatott csapatok kapitányának nevezték ki. Irányításával az U17-es válogatott 2003-ban az Eb szerepelt.

#### FC Fehérvár
2008 augusztusától az idény végéig az FC Fehérvár vezetőedzője volt; a csapat végül a hatodik helyen végzett.

## Sikerei, díjai
- Magyar bajnokság
  - bajnok: 1989–90